# Arguimus khosbajari
Arguimus khosbajari è un mammifero estinto, appartenente agli zateri. Visse nel Cretaceo inferiore (Aptiano/Albiano, circa 120 - 110 milioni di anni fa) e i suoi resti fossili sono stati ritrovati in Mongolia.

## Descrizione
Questo animale doveva essere di piccole dimensioni, forse della taglia di un topo, e tutto quello che si conosce sono frammenti di mandibole con denti. Arguimus era caratterizzato da una formula dentaria dei denti postcanini costituita da cinque premolari e quattro molari. Il primo molare era ancora solo parzialmente molariforme, poiché aveva un bacino del trigonide molto aperto e le cuspidi del trigonide meno angolate di quelle presenti negli altri molari; era inoltre presente un forame mandibolare labiale distinto e non vi era alcuna fossa di Meckel. Benché simile in alcune caratteristiche dentarie al sudamericano Vincelestes, il maggior numero di postcanini indica chiaramente una netta differenza tra i due animali.

## Classificazione
Arguimus khosbajari venne descritto per la prima volta nel 1979 da Dashzeveg, sulla base di resti fossili ritrovati in terreni della fine del Cretaceo inferiore in Mongolia, nella zona di Höövör. Nella stessa zona furono ritrovati altri fossili, descritti nel 1994 come Arguitherium cromptoni sempre da Dashzeveg. Un successivo riesame dei fossili e la comparazione con nuovi resti rinvenuti nella stessa località ha indicato che Arguimus e Arguitherium erano a tutti gli effetti congenerici, e che l'unica specie valida era A. khosbajari.
Arguimus è considerato un rappresentante arcaico degli zateri (Zatheria), un grande gruppo di mammiferi comprendenti alcune forme tipiche del Cretaceo (come il già citato Vincelestes, i peramuridi e gli aegialodontidi) e i teri (Theria), comprendenti marsupiali e placentati. In particolare, Arguimus sembrerebbe essere vicino a Nanolestes del Giurassico portoghese e a Chunnelodon del Cretaceo dell'Inghilterra.